# Блувелл (Західна Вірджинія)
Блувелл (англ. Bluewell) — переписна місцевість (CDP) в США, в окрузі Мерсер штату Західна Вірджинія. Населення — 2162 особи (2020).

## Географія
Блувелл розташований за координатами 37°18′53″ пн. ш. 81°15′20″ зх. д. / 37.31472° пн. ш. 81.25556° зх. д. (37.314752, -81.255690).  За даними Бюро перепису населення США в 2010 році переписна місцевість мала площу 11,71 км², з яких 11,64 км² — суходіл та 0,07 км² — водойми.

## Демографія
Згідно з переписом 2010 року, у переписній місцевості мешкали 2184 особи в 949 домогосподарствах у складі 628 родин. Густота населення становила 186 осіб/км².  Було 1022 помешкання (87/км²).
Расовий склад населення:
| - 95,7 % — білих - 2,2 % — чорних або афроамериканців - 0,1 % — корінних американців |

До двох чи більше рас належало 1,9 %. Частка іспаномовних становила 0,2 % від усіх жителів.
За віковим діапазоном населення розподілялося таким чином: 18,8 % — особи молодші 18 років, 60,4 % — особи у віці 18—64 років, 20,8 % — особи у віці 65 років та старші. Медіана віку мешканця становила 45,2 року. На 100 осіб жіночої статі у переписній місцевості припадало 94,1 чоловіків;  на 100 жінок у віці від 18 років та старших — 91,7 чоловіків також старших 18 років.
Середній дохід на одне домашнє господарство  становив 41 520 доларів США (медіана — 38 267), а середній дохід на одну сім'ю — 51 653 долари (медіана — 56 313). За межею бідності перебувало 23,2 % осіб, у тому числі 24,3 % дітей у віці до 18 років та 15,5 % осіб у віці 65 років та старших.
Цивільне працевлаштоване населення становило 883 особи. Основні галузі зайнятості: освіта, охорона здоров'я та соціальна допомога — 39,1 %, роздрібна торгівля — 22,7 %, виробництво — 10,9 %, сільське господарство, лісництво, риболовля — 7,5 %.